# Cù lao Phố

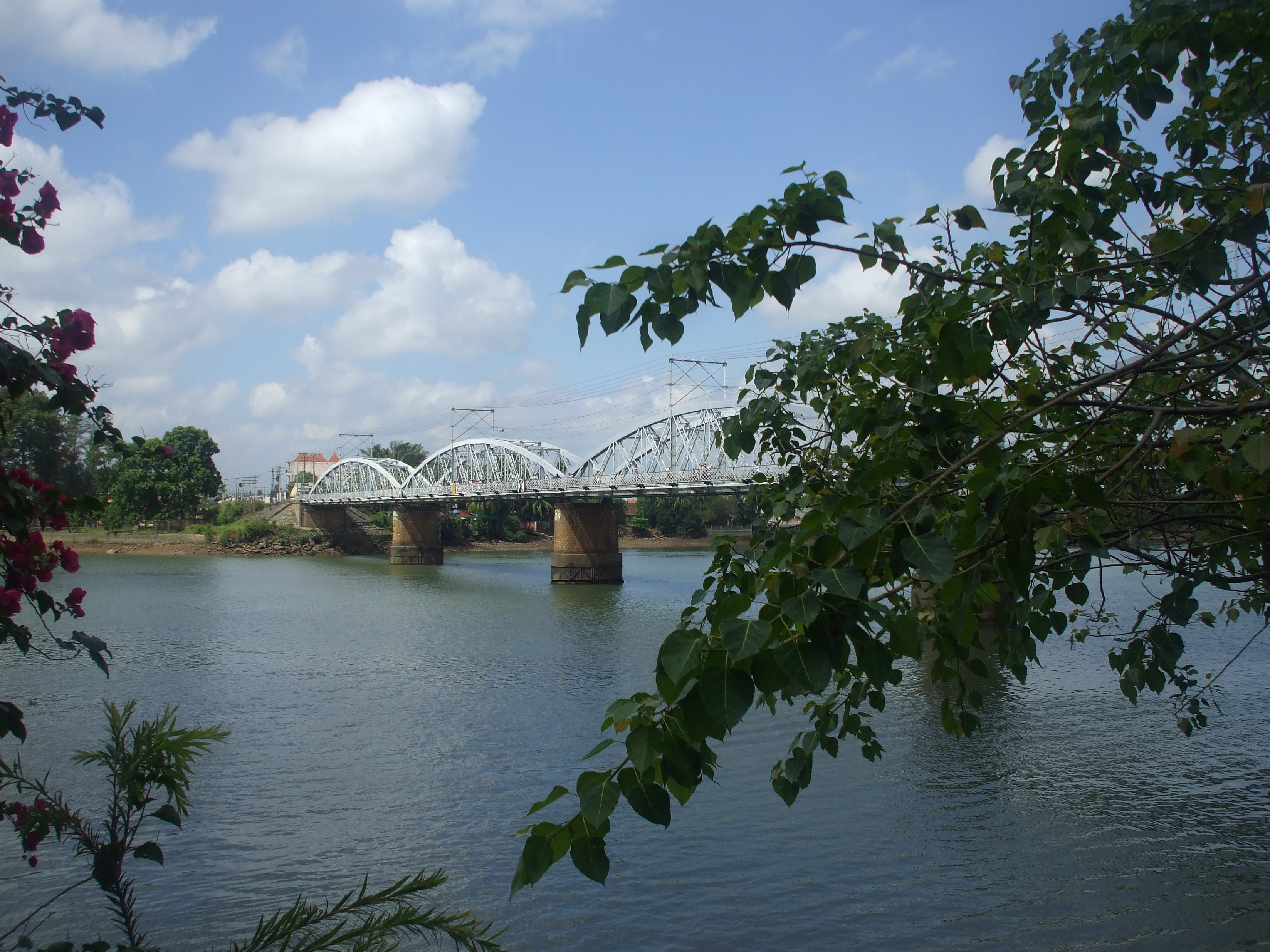
Một nhánh sông Đồng Nai chảy qua Cù lao Phố. Cầu trong ảnh là cầu Ghềnh.

Cù lao Phố là một cù lao được bao bọc bởi hai nhánh của sông Đồng Nai, về hành chính là phường Hiệp Hòa thuộc thành phố Biên Hòa, tỉnh Đồng Nai, Việt Nam.

## Đặc điểm
Sông Đồng Nai chảy đến một khúc quanh thì tự chia ra làm hai nhánh ôm trọn một dải đất sa bồi. Dải đất đó chính là Cù lao Phố, nằm ở phía Đông-Nam của thành phố Biên Hòa, tên hành chính hiện nay là phường Hiệp Hòa với tổng diện tích là 694,6495 ha.
Cù lao Phố còn được gọi là Đông Phố, Giản Phố, Cù Châu, Nông Nại Đại Phố. Tuy nằm cách biển nhưng là nơi sông sâu, nước chảy có thể đi đến mọi miền.

## Xây dựng và phồn thịnh

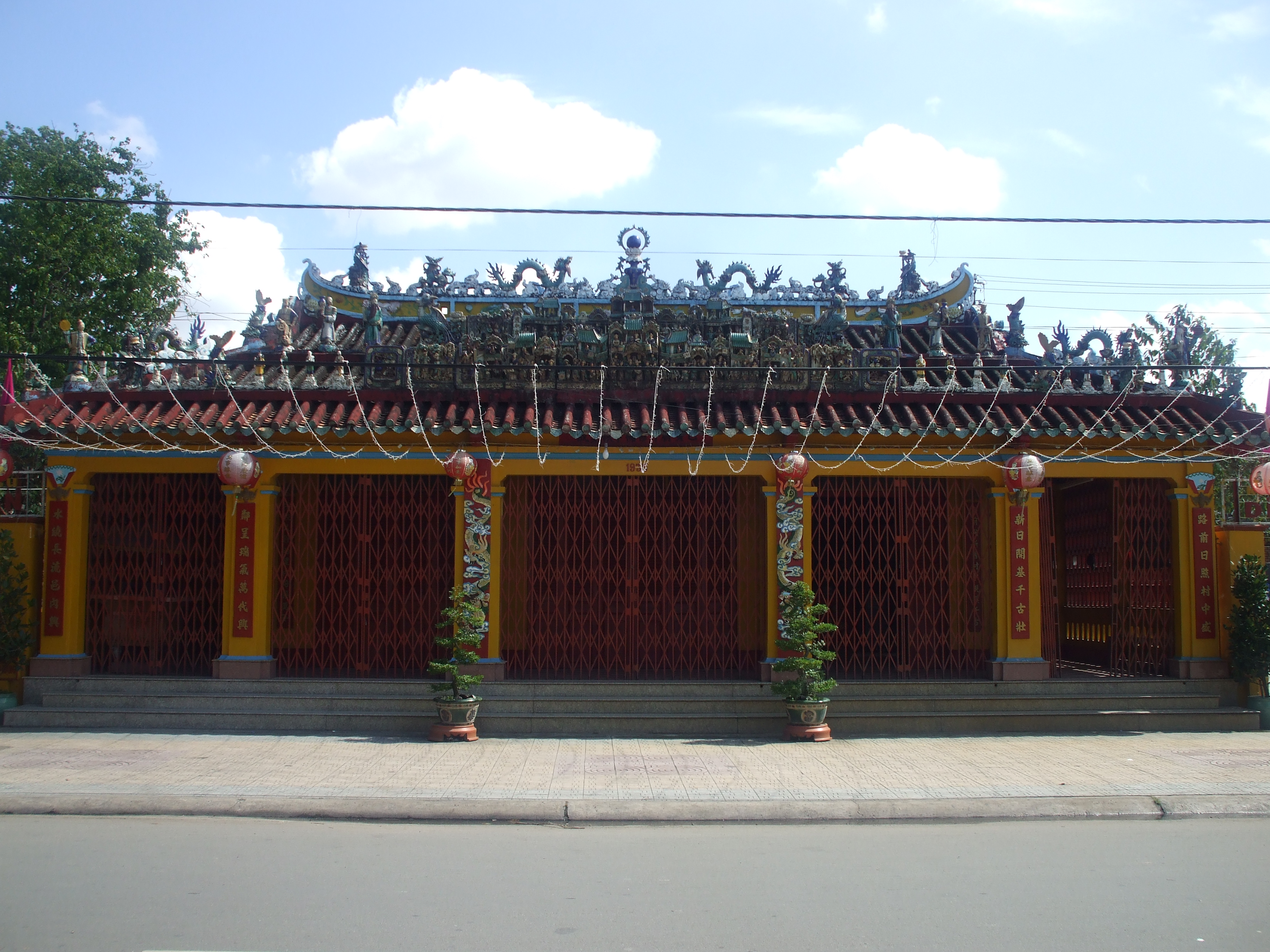
Đình Tân Lân, đánh dấu nơi định cư đầu tiên của nhóm Trần Thượng Xuyên ở vùng Đồng Nai.

Người có công lớn trong công cuộc phát triển vùng Cù lao Phố là Trần Thượng Xuyên (陳上川) tự Trần Thắng Tài (1626– 1720), nguyên là tổng binh ba châu Cao-Lôi-Liêm dưới triều Minh, bởi không chịu làm tôi nhà Thanh nên đã dẫn thuộc hạ sang thần phục chúa Nguyễn Phúc Tần vào năm 1679 và được cho vào đây cư trú.
Ban đầu nhóm Trần Thượng Xuyên đến Bàn Lân (ngày nay thuộc Biên Hòa) lập nghiệp. Khi đó, vùng đất này còn là rừng rú. Vốn là người ở vùng Đông Nam Trung Quốc, thạo nghề mua bán và công nghệ, họ đã phát hiện ra Cù lao Phố, một bãi sa bồi hoang sơ nằm giữa sông Hương Phước (một đoạn của sông Đồng Nai), trải dài trên 7 dặm, bề ngang bằng 2/3 bề dài. Tuy nằm cách biển nhưng là nơi sông sâu, nước chảy, có thể ngược lên phía Bắc khai thác nguồn hàng lâm thổ sản, và phía Nam có thể ra biển Cần Giờ hay sang tận Cao Miên.
Cho nên một phần lớn nhóm người Hoa, đã chuyển từ Bàn Lân đến Cù lao Phố. Và cùng với nhóm lưu dân người Việt đến trước, Trần Thượng Xuyên và lực lượng của mình tiến hành khai khẩn quy mô lớn. Với biệt tài tổ chức, chẳng bao lâu ông đã biến vùng đất hoang sơ trở thành thương cảng, trung tâm thương mại và giao dịch quốc tế của cả vùng Gia Định, tức Nam Bộ ngày nay.
Từ sự phát đạt của thương nghiệp đã lôi kéo những ngành nghề thủ công khác đến như: dệt chiếu, tơ lụa, gốm, đúc đồng, nấu đường, làm bột, đồ gỗ gia dụng, chạm khắc gỗ, đóng thuyền, làm pháo v.v...
Sách Đại Nam nhất thống chí mô tả:
Trần Thượng Xuyên chiêu nạp được người buôn nước Tàu, xây dựng đường phố, lầu quá đôi từng rực rỡ trên bờ sông, liền lạc năm dặm và phân hoạch ra ba nhai lộ: nhai lớn giữa phố lót đá trắng, nhai ngang lót đá ong, nhai nhỏ lót đá xanh, đường rộng bằng phẳng, người buôn tụ tập đông đúc, tàu biển, ghe sông đến đậu chen lấn nhau, còn những nhà buôn to ở đây thì nhiều hơn hết, lập thành một đại đô hội...
Cảnh mua bán rộn rịp cũng được Trịnh Hoài Đức ghi lại:
Các thuyền ngoại quốc tới nơi này (cù lao Phố) bỏ neo, mướn nhà ở, rồi kê khai các số hàng trong chuyến ấy cho các hiệu buôn trên đất liền biết. Các hiệu buôn này định giá hàng, tốt lẫn xấu, rồi bao mua tất cả, không để một món hàng nào ứ động. Đến ngày trở buồm về, gọi là "hồi đường", chủ thuyền cần mua món hàng gì, cũng phải làm sẵn hóa đơn đặt hàng trước nhờ mua dùm. Như thế, khách chủ đều được tiện lợi và sổ sách phân minh. Khách chỉ việc đàn hát vui chơi, đã có nước ngọt đầy đủ, lại khỏi lo ván thuyền bị hà ăn, khi về lại chở đầy thứ hàng khác rất là thuận lợi...
Nhà văn Sơn Nam viết: 
Vùng Cù lao Phố, nòng cốt của Biên Hòa. Đây là vị trí xứng danh ải địa đầu, với đường bộ lên Cao Miên và đường thủy ăn xuống Sài Gòn. Nhóm dân Trung Hoa theo chân Trần Thượng Xuyên gây cơ sở lớn ở Cù lao Phố, chọn vị trí thuận lợi, sát mé sông. 5 năm sau khi định cư, chùa Quan đế dựng lên.

## Suy tàn

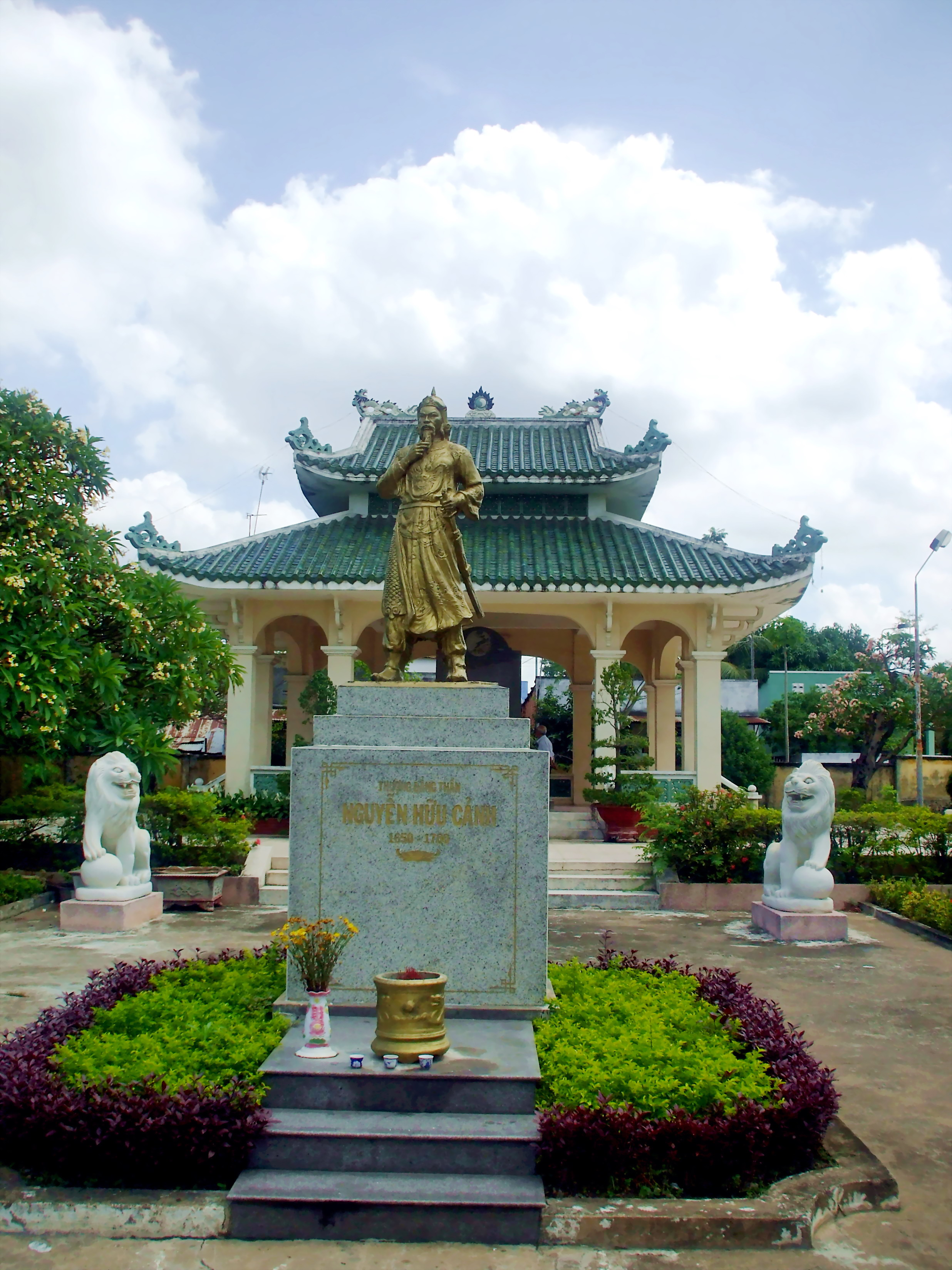
Tượng Nguyễn Hữu Cảnh nơi đình thờ ông ở Cù lao Phố.

Sau 97 năm thịnh vượng (1679-1776) Cù lao Phố bắt đầu suy tàn bởi hai sự kiện lớn:
- Năm 1747, một nhóm khách thương người Phúc Kiến qua lại buôn bán, thấy Cù lao Phố rất giàu có nên dậy lòng tham muốn chiếm lấy để làm chỗ dung thân lâu dài. Cuộc bạo loạn do Lý Văn Quang (tự xưng là Giản Phố Đại vương) cầm đầu, đánh úp dinh Trấn Biên (tiền thân của Biên Hòa sau này), giết chết Nguyễn Cư Cẩn (tước Cẩn Thành hầu) là người cai quản dinh. Tin cấp báo về Thuận Hóa, chúa Vũ vương (Nguyễn Phúc Khoát) liền sai cai cơ Tống Phước Đại (tước Đại Thắng hầu) đang đóng ở Mô Xoài đem binh vào cứu viện. Tống Phước Đại phá tan đạo quân của Lý Văn Quang, bắt được chúa đảng cùng đồng bọn 57 người. Tuy dẹp được cuộc bạo loạn, nhưng Cù lao Phố cũng đã chịu nhiều thiệt hại.
- Năm 1776 và 1777, quân Tây Sơn đã đến đàn áp những người Hoa ở cù lao Phố vì họ đã ủng hộ Nguyễn Phúc Ánh.[9] Sơn Nam viết:

Năm 1776 và 1777, quân Tây Sơn tràn vào Gia Định, đánh Cù lao Phố "chiếm dỡ lấy phòng ốc, gạch đá, tài vật chở về Quy Nhơn. Sau khi chợ búa cùng phố xá bị tàn phá nặng nề, các thương gia người Hoa rủ nhau xuống vùng Chợ Lớn (nay là Quận 5 và Quận 6, thuộc Thành phố Hồ Chí Minh), sáp nhập với xã Minh Hương sinh sống và lập những cơ sở thương mãi khác cho đến nay.
Kể từ đó, vùng Cù lao Phố đánh mất vai trò là trung tâm thương mại của Đàng Trong mà thay vào đó là Chợ Lớn và Mỹ Tho.

## Thông tin khác
Thời tiết nơi đây có thể nói là đẹp nhất tại Biên Hòa, nhiệt độ không khí luôn thấp hơn nhiệt độ chung của khu vực từ 1 đến 2 độ, độ ẩm trung bình 80%, kinh tế trong vùng chủ yếu là nông nghiệp, với các loại cây ăn trái đặc trưng của Biên Hòa như bưởi.
Ở đây, có đình Bình Kính, là nơi quàn tạm quan tài của Nguyễn Hữu Cảnh trước khi chuyển về chôn cất ở quê hương Quảng Bình; có đình thờ Trần Thượng Xuyên (tức Tân Lân thành phố Miếu). Ngoài ra, ở cù lao Phố còn có hai ngôi chùa nổi tiếng, đó là Chùa Đại Giác xưa nhất xứ Đồng Nai và chùa Ông (thờ Quan Công). Hàng năm vào các dịp lễ, tết người Hoa từ Thành phố Hồ Chí Minh về các nơi về đây cúng bái...

### Về tên gọi Đông Phố và Giản Phố Trại

#### Đông Phố
Sách Hoàng Việt nhất thống Dư địa chí (1806):
Đạo Đông Khẩu 東口道: Thuộc địa hạt dinh Vĩnh Trấn, nhiệm sở của đạo này đóng ở Tiền Giang cùng liền nhau với sông Sa Đéc, tiếp giáp với đất Cao Miên. Sau cuộc khai thác thời tiền triều thì lập ra đạo này để khống chế Đông Phố 東庯 tức phủ Nam Vang của Cao Miên, gọi là Đông Phố 東庯 nên mới có tên là đạo Đông Khẩu 東口道. 
Sách Gia Định thành thông chí (1820) ghi:
ĐẠI PHỐ CHÂU 大舖洲 tục gọi là Cù Lao Phố 庯, một tên gọi khác là Đông Phố 東浦, cũng còn gọi là Cù Châu ... Đinh Mão (1747) ... có khách buôn xứ xa người tỉnh Phúc Kiến (Trung Quốc) là Lý Văn Quang đến khách ngụ ở Đại Phố 大舖, thấy cảnh thái bình, võ bị lơ là, lòng mừng thầm, bèn lén lút kết bè đảng [7b] hơn 300 người tự xưng là Đông Phố đại vương 東浦大王, dùng Hà Huy làm ngụy Quân sư ... LA NHA GIANG (SÔNG LA NGÀ) ở phía bắc thượng lưu Phước Giang, sông này phát nguyên từ núi Phố Chiêm 浦占山 thuộc trấn Thuận Thành chảy về nam ... SA HÀ (RẠCH CÁT) tục gọi là Rạch Cát, ấy là bắc lưu của Phước Giang, cách phía đông trấn 3 dặm rưỡi. Sông này chảy quanh cù lao Đại Phố 大舖洲 ...
Bản dịch của Gabriel Aubaret cũng ghi là Đại Phố và Đông Phố.

Sách Đại Nam thực lục Tiền Biên và Chính Biên (Gia Long) đều chỉ ghi nhận tên Đông Phố. Có lẽ do Quốc sử quán triều Nguyễn tham khảo Lê Quang Định và Trịnh Hoài Đức.
Kỷ mùi, năm thứ 31 [1679], mùa xuân, tháng giêng, tướng cũ nhà Minh là Long Môn tổng binh 龍門總兵 Dương Ngạn Địch 楊彥迪 và Phó tướng Hoàng Tiến 黃進 [Huỳnh Tấn], Cao Lôi Liêm tổng binh 高雷廉總兵 Trần Thượng Xuyên 陳上川 và phó tướng Trần An Bình 陳安平 đem hơn 3.000 quân và hơn 50 chiến thuyền đến các cửa biển Tư Dung 思容 và Đà Nẵng 沱㶞, ... tự trần là bô thần 逋臣 nhà Minh, nghĩa không chịu làm tôi nhà Thanh, nên đến để xin làm tôi tớ [chúa Nguyễn]. Bấy giờ bàn bạc rằng: Phong tục tiếng nói của họ đều khác, khó bề sai dung, nhưng họ bị thế cùng bức bách đến đây thì không nỡ cự tuyệt. Nay đất Đông Phố 東浦 (biệt danh xưa của Gia Định) nước Chân Lạp đồng ruộng phì nhiêu nghìn dặm, triều đình chưa rỗi mà kinh lý, chi bằng nhân lấy sức của họ cho đến khai khẩn để ở, làm một việc mà lợi ba điều. Chúa theo lời bàn, bèn sai đặt yến úy lạo khen thưởng, trao cho quan chức khiến đến ở đất Đông Phố. Lại cáo dụ nước Chân Lạp rằng như thế là có ý không để nước Chân Lạp ra ngoài ... do đó mà phong hóa Hán 漢風 [phong hóa văn minh] thấm dần vào đất Đông Phố.
Mậu dần, năm thứ 7 [1698], ... Bắt đầu đặt phủ Gia Định 嘉定府. Sai Thống suất Nguyễn Hữu Kính kinh lược Chân Lạp, chia đất Đông Phố 東浦, lấy xứ Đồng Nai 鹿野處 [Lộc Dã xứ] làm huyện Phước Long 福隆 (nay thăng làm phủ), dựng dinh Trấn Biên 鎮邊 (tức Biên Hòa 邊和 ngày nay), lấy xứ Sài Gòn 柴棍 làm huyện Tân Bình 新平 (nay thăng làm phủ), dựng dinh Phiên Trấn 藩鎮 (tức Gia Định 嘉定 ngày nay), ...
Đinh mão, năm thứ 9 [1747], mùa xuân, tháng giêng, khách buôn người Thanh là Lý Văn Quang 李文光 đánh úp dinh Trấn Biên ...  tự xưng là Đông Phố đại vương 東浦大王, lấy đồng đảng là Hà Huy 何輝 làm quân sư ...

Quý mão, năm thứ 4 [1783] ... Tôn Thất Điển (con thứ sáu Hưng Tổ), cùng Chưởng Thủy dinh Tôn Thất Cốc, Chưởng cơ Hoảng và Vinh Li Ma đều bị Tây Sơn bắt. Giặc lấy lời dụ dỗ và muốn dùng. Cốc cả tiếng mắng rằng : “Ta thà làm ma ở Đông Phố 東浦, không thèm làm tôi của Tây Sơn!” 
Các tác giả Nguyễn Văn Hầu, Nguyễn Văn Sâm cho rằng Đông Phố 東浦 là cách viết đúng chứ không hề có sự nhầm lẫn từ chữ Giản Phố 柬埔. Dẫn chứng qua bài thơ của Nguyễn Văn Thành: Trời Đông Phố vận ra Sóc Cảnh, trải bao phen gian hiểm mới có ngày nay.
Việt Hoa Đại Tự Điển của tác giả Lý Văn Hùng dùng “東埔寨” Đông Phố Trại để chỉ Kampuchea. Tại Nhật Bản, thị trấn Higashiura cũng mang tên theo chữ Hán là 東浦 Đông Phố. Bên cạnh đó, cũng cần nghiên cứu thêm các danh xưng Đông Sơn (của Đỗ Thanh Nhơn), Đông Định Vương (của Nguyễn Lữ) có liên quan gì đến địa danh Đông Phố hay không.

#### Giản Phố Trại
Sách Minh thực lục, theo Geoff Wade, ghi nhận tên gọi Jian-bu-zhai 柬埔寨 xuất hiện một lần vào năm 1580, dưới thời vua Minh Thần Tông. Tuy nhiên, Học viện Lịch sử Hàn Quốc cho rằng tên gọi này là 東埔塞 Đông Phố Tắc. Năm 1580 tại Chân Lạp là thời kỳ trị vì của vua Satha I.
Các tác giả Ca Văn Thỉnh, Vương Hồng Sển, Huỳnh Công Tín, Lý Việt Dũng ... cho rằng Đông Phố 東浦 là do các nhà nho đời trước viết nhầm từ chữ Giản Phố Trại 柬埔寨, bởi vì chữ Đông 東 và chữ Giản 柬 có tự dạng rất giống nhau.